# Јаргара
Јаргара је град у Леовском рејону, у Молдавији.

## Међународни односи
Кајнари је побратимљен са:
- Мизил, Румунија